# Grace Is Gone
Grace Is Gone è un film del 2007 scritto e diretto da James C. Strouse. Ambientato nel presente, descrive la difficoltà di un padre nel comunicare alle proprie figlie che la madre, la Grace del titolo, è morta.

## Trama
Mentre la moglie Grace si trova in missione in Iraq, Stanley deve provvedere da solo alle sue due figlie. Le notizie di attentati continui in Medio Oriente minano la tranquillità domestica costringendo all'insonnia Heidi, la figlia più grande, e spingendo Stanley ad unirsi a un gruppo di sostegno per i parenti dei militari impegnati all'estero.
Un giorno due soldati si presentano alla porta di Stanley e gli comunicano che sua moglie è stata uccisa durante uno scontro. L'uomo inizialmente in difficoltà ad accettare la notizia, poco per volta inizia a pensare a come poterlo dire alle figlie. Distrutto dal dolore non riesce a trovare il modo adatto e prendendo tempo decide alla fine di portare le bambine a un lontano parco di divertimenti, immaginando che questo possa attenuare in qualche modo la loro sofferenza.
Il viaggio sarà segnato da mille piccole rivelazioni e finirà per unire Stanley maggiormente alle bambine.

## Riconoscimenti
- 2007 - Festival del cinema americano di Deauville
  - Premio della critica internazionale
- Satellite Awards
- Sundance Film Festival
  - Audience Award

## Accoglienza
Grace is Gone fu accolto molto positivamente dalla critica; fu lodata in principal modo la performance di Cusack, quest'ultimo infatti fu tra i possibili candidati per il Premio Oscar. 
Su Rotten Tomatoes il film ha ottenuto il 62% di recensioni positivi sulla base di 74 recensioni con una media di 6,4/10, il consenso del sito dice: "Un film rinfrescante sui drammi attuali della guerra in Iraq, Grace is Gone, è un ritratto sincero con una forte e commovente interpretazione del personaggio principale".. Su Metacritic il film ha un punteggio medio di 65 su 100, sulla base di 18 critici, che indica "recensioni generalmente favorevoli".. Roger Ebert ha assegnato al film 3 stelle su 4, dicendo: "Non è un bel film, funziona e basta, ma John Cusack fa una grande interpretazione"..
Anche James Berardinelli assegnò al film 3 stelle su 4 dicendo:" Se Martian Child è il prezzo che i frequentatori di film devono pagare per ottenere Grace Is Gone, allora è uno scambio utile. Questo dramma di basso profilo, il debutto alla regia di James C. Strouse, è il tipo di opportunità che i veri attori apprezzano. Con una trama minimalista, Grace Is Gone si concentra principalmente su John Cusack, dando all'attore l'opportunità di mostrare sia il suo talento che la sua gamma. Si può sostenere che la premessa non è una proposta imperdibile, ma con Cusack nel mirino della telecamera, l'intensità della situazione sembra genuina piuttosto che sfruttatrice." E poi dicendo ancora:"Stanley Phillips (Cusack) è un manager. Come la maggior parte dei film basati sui personaggi, questo si muove lentamente e deliberatamente, con pochissime cose durante il segmento centrale prolungato del film. Grace Is Gone richiede pazienza e impegno da parte degli spettatori. È un po 'un aspetto negativo (non che ci si aspetterebbe altro da un film con questo argomento) ma non è mai disonesto o eccessivamente sentimentale. In definitiva, vale la pena vederlo per la performance ricca di sfumature e potente di Cusack e per le emozioni che il regista riesce a scavare.".
Peter Travers sul sito Rolling Stone assegnò al film 3 stelle su 4: "La semplicità - quattro quadrati, non sdolcinata - è rara in un film. James C. Strouse lo aveva nella sua sceneggiatura per Lonesome Jim. Come scrittore e regista esordiente, dà a Grace Is Gone il potere silenzioso di avvicinarsi di soppiatto e pavoneggiarti. Un padre riservato (John Cusack in una devastante interpretazione) guida le sue giovani figlie, le meravigliose Shelan O'Keefe e Gracie Bednarczyk, in un parco a tema della Florida, incapace di trovare le parole per dire loro che la loro mamma è stata uccisa in Iraq. Questo è tutto. Niente politica, niente suppliche. Nessun artificio."